# 今西錦司
今西 錦司（いまにし きんじ、1902年（明治35年）1月6日 - 1992年（平成4年）6月15日）は、日本の生態学者、文化人類学者、登山家。京都大学名誉教授、岐阜大学名誉教授。位階は従三位。日本の霊長類研究の創始者として知られる。理学博士（京都帝国大学・1939年）。京都府出身。
今西の活動は登山家、探検隊としてのものと、生態学者としてのものがあり、彼の中では両者が不可分に結びついている。探検家としては国内で多くの初登頂をなし、京都大学白頭山遠征隊の隊長などを務めた。生態学者としては初期のものとしては日本アルプスにおける森林帯の垂直分布、渓流の水生昆虫の生態の研究が有名である。後者は住み分け理論の直接の基礎となった。第二次大戦後は、京都大学理学部と人文科学研究所でニホンザル、チンパンジーなどの研究を進め、日本の霊長類学の礎を築いた。墓所は上品蓮台寺。

## 略歴

### 学歴
- 1920年3月 京都府立第一中学校卒業
- 1925年3月 第三高等学校卒業
- 1928年3月 - 京都帝国大学農学部農林生物学科卒業[3]
- 1939年12月 - 「日本渓流産蜉蝣目」で京都帝国大学より理学博士の学位を取得[4]

### 職歴
- 1933年3月 - 京都帝国大学理学部講師嘱託
- 1936年5月 - 京都帝国大学理学部講師
- 1938年
  - 8月 - 京都帝国大学内蒙古学術調査隊
- 12月 - 京都探検地理学会
- 1939年6月 - 興亜民族生活科学研究所研究員
- 1941年（夏） - ポナペ島探検
- 1941-1942年頃 - 国防科学研究所
- 1942年
  - 5月-7月 - 北部大興安嶺探検
  - 京都高等蚕糸学校非常勤講師
- 1943年 - 民族学研究所嘱託
- 1944年 - (蒙古善隣協会)西北研究所所長
- 1948年4月 - 京都大学理学部講師（有給）
- 1950年4月 - 京都大学人文科学研究所講師
- 1952年8月 - マナスル踏査隊長
- 1955年5月 - 京都大学カラコルム・ヒンズークシ学術探検隊隊長
- 1956年1月 - 日本モンキーセンター設立
- 1958年2月 - 日本モンキーセンターアフリカ類人猿学術調査隊隊長
- 1959年6月 - 京都大学人文科学研究所教授
- 1961年10月 - 第一次京都大学アフリカ類人猿学術調査隊隊長
- 1963年5月 - 第二次京都大学アフリカ類人猿学術調査隊隊長
- 1964年9月 - 第三次京都大学アフリカ類人猿学術調査隊隊長
- 1965年
  - 4月 - 京都大学退官
  - 5月 - 岡山大学教養部教授
- 1967年
  - 4月 - 京都大学霊長類研究所設立
  - 6月 - 岐阜大学学長（第4代）[5]
- 1973年
  - 5月 - 岐阜大学退職
  - 6月 - 岐阜大学名誉教授
- 1974年6月 - 京都大学名誉教授

#### 学外における役職
- 1971年10月 - 日本山岳会岐阜支部長（初代）
- 1973年5月 - 日本山岳会会長（1977年4月まで）

## 生態学者として

### 概要
今西錦司は、生態研究を出発点とした独自の動物社会学や進化論を掲げ、後の生態学や動物行動学に対して様々な影響を与えたと考えられている。今西の学説は年代によって少しずつ変化しており、学説研究もないので総体を把握するのは困難である。しばしば上山春平のように、今西の説を日本独自の進化論という形で取り扱うマスコミ、人文系の研究者が多いが、アスキスによれば実際には、1920年代および30年代における欧州の動物社会学で優勢であった、進化の所産が決定される際には生物学だけではなく、社会学的な分析も重要であるというアイデアと、米国での動物の集団と協力に関する研究に基づいている。そういった西洋の研究に部分的な影響を受けつつ、西田幾多郎、ヤン・スマッツなどの全体論に基づいた認識論から、森下正明や可児藤吉などとディスカッションの中で生まれた自身の研究手法を表現する言葉を借りて書かれたのが、1941年の『生物の世界』である。この中で今西は生物にとっての環境を「その生物が認識し同化した世界である」とし、それを「生活の場」と呼んだ:16。チャールズ・ダーウィンは環境から生物への働きかけを選択圧として捉えた一方で、今西は生物からの環境の認識を「主体性」と名付けた:16。山極寿一はこれをヤーコプ・フォン・ユクスキュルの「環世界」に類似した概念であると指摘している:16。今西がユクスキュルのこの概念を引用して論じることはなかったが、両概念の類似性には気づいていた可能性が指摘されている:16。ユクスキュルの研究対象が個体の認知や行動であったのに対して今西は社会の秩序に着目していたが、これは今西の研究領域が生態学であったためであると山極は推測する:17。
「今西説」によると、生理・生態がよく似た個体同士は、生活史において競争と協調の動的平衡が生じる。この動的平衡状態の中で組織されたものが実体としての種であり、今西が提唱する種社会である。種社会は様々な契機によって分裂し、別の種社会を形成するようになる。分裂した種社会はそれぞれ「棲み分け」ることによって、可能ならば競争を避けつつ、適切な環境に移動することができたとき、生物個体と種社会はそれぞれ自己完結的・自立的な働きを示す。その結果生じる生理・生態・形態の変化が進化であるとした。したがって進化とは棲み分けの密度化という方向性があるという。その過程において、突然変異は種社会の中で通常以上に高頻度に起きることが必要であり、またその変異は速やかに種社会に広がること、変異はランダムではなく発生の制約上方向性をもち、どちらかというと前適応的におきた変異に対して生物が主体的に振舞うので適応的に見えるというのが『主体性の進化論』(1981)における今西進化論である。
このことから分かるように、今西の定義した種や進化は、諸個体の認知と相互作用に基づいた構成的な概念であり、ナチズムと批判されるコンラート・ローレンツの考えていた種や群淘汰とは意味が異なる。そのために全体生物社会(ホロスペシア)を含め、守らなければならない全体が意図されたものではない。したがって今西自身が自身の議論を全体主義としたり、サルの行動を群本位の行動といった言明もあるが、通常の意味で全体主義と言えるものではない。
後年、今西は中立的な進化現象が広く存在することから、生物個体の意志によって進化が左右されるかのようなラマルクの用不用説に基づく適応概念や、ダーウィンの適応概念はトートロジーであると否定した。また当時のダーウィニズムで一般的だった漸進主義のゆっくりとした進化や、進化における生物の能動性を排除する機械主義的な世界観を認めないため、当時のダーウィニズムと真正面から対立するものとなった。なお、今西は獲得形質の遺伝を主張しているとされるが、カンメラーの実験に対しても否定的で、ラマルクの用不用説に基づいた獲得形質の遺伝とは違い、セントラルドグマを逆流するような機構が進化に必要であるという意味ではない。

### 棲み分け理論
可児藤吉と共同で行ったカゲロウの生態学的研究と植物相に関する生物地理学的な研究を通じ「棲み分け理論」を提唱した。1933年に、川の流速に対応して生活形が分離すること、すなわち川岸から流心にかけて種ごとに異なる分布を形成すること，を加茂川で発見し、これが本理論を発意するきっかけとなった:17。今西の英語で執筆された学術論文において「棲み分け」は「habitat segregation」に訳された。
「棲み分け」は種同士の社会的関係を表す概念である。たとえばカゲロウ類の幼虫は渓流に棲むが、種によって棲む環境が異なると同時に、異なる形態をしている。
- 流れが遅く砂が溜まったところに生息する種は、砂に潜れるような尖った頭をしている。
- 流れのあるところに生息する種は、泳ぐことに適した流線型の体をしている。
- 流れの速いところに生息する種は、水流に耐えられるように平たい体をしている。

このようにそれぞれが棲み分けた環境に適応し、新たな亜種が形成されると考えた。
なお、生物種がニッチを選択している現象を指摘する事自体は今西の独創ではなく、チャールズ・ダーウィンの時代から知られていた。今西の独自性は、個体ではなく、今西固有の用語である種が選択の単位になっていることである。これは分類学上の種とは異なり、実際の生物個体の認知機構と実際のコミュニケーション、または働きかけによって構成されたものであり、同種個体はそれによって種社会を形成する:17。この種社会が種の実体である。そして種が異なるという認識によって棲み分けが行われ、同位社会が組織・形成され棲み分けがなされるという、今西の動物社会学・進化論の基礎になった。
したがって、ただ異なる種の個体が生息地を分けて分布していることを指す「生息地分割としての棲み分け」と、今西が主張する個体ではなく種社会を主体とした共時構造としての「棲み分け」を区別する必要がある。前者の棲み分けの考えは生態学の中で使われてきた考えであり、今西の独自の考えである後者の棲み分けは、現代の生態学では受け入れられていない。

### 個体識別したサルの観察
1951年に出版した『人間以前の社会』では動物の社会と人間の社会を統一的に論じ、個体の集中を社会とみなす従来の説に異を唱え秩序の内容で社会を分類すべきと主張した:17。この本の中で今西はアルフレッド・エスピナスについて社会の概念を動物に広げた点を挙げて評価する一方、エスピナスが生物の個体を社会と呼んだことについて人間中心主義的な社会観であるとして非難している:17。それゆえ個体がいかなる秩序をもっているかに着目してトルライフ・シェルデラップ＝エッベのつつきの順位を高く評価し、個体識別に基づく観察を重視し始める:18。
終戦後今西は無給講師として京都大学に戻り、1947年に宮崎で半野生馬の調査を始め個体識別を試みる:18。今西は川村俊蔵、伊谷純一郎と調査を行うが、1948年に野生のニホンザルの群れに遭遇し、サルの群れの方が研究対象として優れていると考える:18。1952年に都井岬近くの幸島と大分県高崎山でサルの餌付けが行われ、個体を識別しての研究が本格的に開始された:18。今西は研究の指針として「(1) 比較社会学の視点で、(2) 個体識別を駆使し、(3) 長期連続観察によって、資料を収集」することを掲げた:19。
動物を個体識別する研究はC.R. カーペンターなどが既に行っていたものであるが、個体に名前を付けたのは今西らが最初であった:18。これに対して名付けは擬人的方法であり動物の行動解釈を誤るとの批判が生じたが、伊谷は名があるのと同様の認知をもっている霊長類を無名で扱うことこそが誤っていると反論した:19。その後の霊長類学では個体に名前を付けることが常識となっている:18。
幸島、高崎山で行われたニホンザルの調査の成果、および1958-60年にアフリカで実施されたゴリラの調査の成果に基づき、今西は『民族学研究』誌に成果を発表する。この中で今西は人間家族の成立条件を、(1) インセスト・タブー、(2) 外婚制、(3) 分業、(4) 地域社会（コミュニティ）とし、分業を除く三条件は人間以外の霊長類社会において観察されると考えた:20。またゴリラの観察調査からゴリラの集団同士が親和的関係を結んでより上位の社会を構成している可能性を指摘し、ゴリラの集団を「類家族」と呼んだ:21。今西は人間家族について、それが単独では存在しない点に着目して家族同士の密接なつながりを「近隣関係」と呼び、そこに複数の家族を含むより上位の社会構造を予想する:21。一方で弟子の伊谷は1972年に『霊長類の社会構造』を著し、その中でチンパンジーの父系集団が人間社会の原型に近いのではないかという、今西の予想とは異なる考察を行う:26。今西の予想を支持する萌芽的な社会は、結局人間以外の霊長類で発見されることはなかった:21。

### 評価と影響
今西の生態学への理論的貢献は、水棲昆虫の棲み分けの共同研究者である可児藤吉が強く強調しているように、1940年代の極めて単純な遷移モデルが流布しているなかで、様々な種間関係を先だって議論したことである。例えば、タンガニーカ湖におけるシクリッドの進化において、川那部浩哉らが単純な意味で生存競争の結果とはしない考察をしているのは今西の影響が指摘される。しばしば共存を強調し、競争を排除していると指摘される今西進化論だが、そもそも棲み分け説自体が「競争が避けられるなら棲み分ける」「食う-喰われるも棲み分け」という説であり、門下とみなされる吉良竜夫などの研究にも競争が重要な位置を占める。また、種社会・同位社会とも平衡関係が作れなければ、絶滅するということも記述しており、社会による意図的な統制というよりも平衡状態に着目した学説である。
今なお今西の強い影響下にある分野は霊長類学である。今西の弟子である伊谷純一郎と河合雅雄は、アフリカ各地に霊長類や自然に強く依拠した生活を行う民族の長期研究の基盤を作り、種間の比較社会学的な研究を可能にした。特に西田利貞・川中健二がチンパンジーの単位群を発見したのは、ジェーン・グドールなど野外研究者の多くが母子関係以上の社会構造について否定的であった当時、今西の影響は無視できない。さらに今西自身は生物学主義に墜ちたと強く批判しているが、霊長類の社会構造を系統的に考察した伊谷の論考(1977; 1981; 1986)は、今西の系統理論の実証的な研究であり、多くの日本人研究者を引きつけた。また1980年代以降社会生態学・行動生態学よりの研究が日本も含め世界的に主流となったが、野外の長期研究の蓄積が増えたことに伴い、行動の地域変異について詳細な種内比較が可能になり、社会・文化に関する研究が世界的に行われ、今西の再評価が行われている。
一方で、河田雅圭・岸由二・粕谷英一らは今西の議論に対して否定的な見解を示している。例えば河田は先述の可児とは対照的に、「生態学や進化論において今西の「オリジナルな理論的貢献」はまったくないと考えている。」としているし、岸は1980年代まで今西説とルイセンコ説が日本の生物学に総合説の受容を遅らせるという悪影響を及ぼしたと主張している。ただし今西錦司の弟子にあたる西田利貞は、当時日本も含め世界的に一般的であった進化観はウィン・エドワーズに代表される集団選択説であり、個体主義的、遺伝子単位的な進化観が普及したのはウィルソンの『社会生物学』(1975)、ドーキンスの『利己的な遺伝子』(1976)以降であったと指摘し、今西説がジョージ・C・ウィリアムズの個体淘汰説の普及を遅らすような悪影響を及ぼしたという河田らの説に反論している。実際に日本ではウィルソン等の影響を受けた研究は1970年代から大学院生を中心に行われ、80年代初頭には広く一般的になった。
また河田や岸、粕谷は、今西が京都学派の西田幾多郎や田辺元らの全体論から影響を受けているとし、その進化論に全体主義的な思考の萌芽が含まれており、今西の進化論は種による統制という思想であると批判した。この批判は、今西が影響を受けたことを認める西田幾多郎ではなく田辺元に批判の源泉を求めていることが特徴的である。もっともこういった批判に対して、徳永幸彦が今西の議論に河田らが指摘するような種主義や種による統制という思考は『生物の世界』にないと指摘している。
今西に対して批判的な言説をすることが多いものの、今西の影響で霊長類学を志したという佐倉統は、今西のダーウィニズム批判は概ね1940年代の総合論に対してならばむしろ的確であった一方で、遺伝的浮動や中立説を取り込み性選択を再評価するようになった新総合説については不適当であろうと指摘している。佐倉によれば、今西の悪影響は生態を強調しながらも、生態が反映されたものとしての社会記述に重点をおく風潮を蔓延させ、具体的な生態描写について欧米の社会生態学に後れを取った点をあげている。この点は霊長類学における第二世代の一人、水原洋城にも意識されており、対談集において生態学＝経済学的な側面の研究をすすめる必要性があると指摘されていた。
なお現在でも今西に対するシンパシーを表明する研究者は存在する。構造主義生物学を標榜する柴谷篤弘、池田清彦や、生態学者である市野隆雄らがそれである。柴谷らは『生物の世界』『生物社会の論理』を読み直した結果、現在の進化学、生態学の状況を予言したものであったと再評価している。特に柴谷は、『今西進化論批判試論』(1981)において、ダーウィンが『種の起源』で指摘しつつも自然選択説の影に隠れてしまっていた隔離説・中立説・ニッチ選択・群選択説といった現象に再評価を与えたものであり、直接的に対峙するものではないと指摘している。また、生物記号論の川出由己も、今西の進化説に関しては疑問を呈しているが、その生物に対して主体性を認める姿勢を高く評価している。
今西に師事して生態学を志し、後に日本へ社会生物学を導入した先駆である伊藤嘉昭は、若い研究者は批判一辺倒、年配の研究者は賞賛一辺倒であると述べ、今西の進化観を批判しつつも日本の生態学と霊長類学を牽引した業績は正しく認められるべきだと述べている。
したがって今西は学史的には第二次世界大戦以前は若手にしか評価されなかった。そして戦後は動物行動学や生態学的な議論を進めた今西ではあるが、「変わるべくして変わる」と言いながらも発生に関する方法論や、集団遺伝学的な議論について十分な議論をしなかったこと、総合説に対する時代遅れの批判、全体論的な認識論が科学教育と合致しないこと、中心となる種・種社会・主体性といった独自の用語が多くの生物学者に理解されなかったことによって、広く受け入れられるには至らなかった。近年は擬似科学的であると分類する科学哲学者もいるように、現在今西の支持者は非常に少ないことは確かである。

## 登山家として
学生時代から登山を好んだ。1942年には大興安嶺の探検隊長として、森下正明を副隊長、梅棹忠夫、吉良竜夫、川喜田二郎らを隊員としてを踏破している。1985（昭和60）年には日本1500登山を達成した。
岐阜大学学長を承諾した理由は岐阜・大垣の背後にそびえる美濃の山々が気に入ったからであり、「そこに山があるから私は岐阜大学に行くのである。」との言を残している。
海外では50歳でヒマラヤのチュルー峰を、61歳でキリマンジャロに登った。1971（昭和46）年の『文藝春秋』掲載の司馬遼太郎との対談では、長らく患っていた坐骨神経痛がヒマラヤ登山で完治したと話している。
三角点に愛着を持ち、1973（昭和48）年には「一等三角点研究会」を創設し顧問に就任した。

## 今西グループ
今西錦司は非常に影響力が強く、多くの同期、後代の学者がその影響を認めている。特に京都大学を中心とする影響の強い人たちをまとめて今西学派、今西グループ、あるいは新京都学派などと呼ぶことがある。長い間無給講師を続けていた今西には直接の学生はほとんどいないが、伊谷や河合、川村俊蔵などは講師時代の弟子として知られる。一方で自然人類学講座に勤めてから人文研に移るまでの間の学生であった西田などは伊谷の弟子であるとされる。
今西グループや今西派と呼ばれる研究者の多くは今西の直接の学生ではなく、登山仲間・山岳部関係者が多い。前述の森下正明や吉良竜夫、梅棹忠夫、中尾佐助らがそれに該当する。戦前の国外探検の関係者なども多くここに数えられる。
上記のように、今西の生物学における業績やその影響はなかなか評価が難しく、その影響が判断しがたい面がある。しかし、生態学における彼の関係者の範囲は広く、その影響は広大である。霊長類研究者のように直接の弟子筋に当たるものはもちろん、岩田久二雄のような孤高の研究者や森下正明のような正統派、理論派とされるものまでその幅は広く、この限りでは今西の影響は非常に大きい。

## 受賞・栄典・顕彰
- 1968年（昭和43年）- 朝日賞
- 1972年（昭和47年）- 勲二等瑞宝章、文化功労者
- 1979年（昭和54年）- 文化勲章
- 1982年（昭和57年）- 京都市名誉市民[33]
- 1992年（平成4年）- 叙従三位、贈勲一等瑞宝章（没時叙位陞勲）

## その他
- 生家は京都市内の西陣織の老舗織元。
- 第一次南極越冬隊副隊長を務めた西堀栄三郎とは旧制京都一中以来の終生の親友であった。
- 記念論文集は中央公論社で、弟子の伊谷純一郎や川喜田二郎らにより還暦記念論文集3冊が、加藤泰安らにより古稀記念論文集4冊が出版された。
- 京都大学総合博物館の編集で『フォト・ドキュメント　今西錦司──そのパイオニア・ワークにせまる』（紀伊國屋書店、2002年）が発行されている。

## 著書
- 『初登山 今西錦司初期山岳著作集』（斎藤清明編、ナカニシヤ出版、1994年）
- 『今西錦司－そこに山がある』（『人間の記録』75：日本図書センター、1998年8月）、ISBN 4820543202
- 『行為的直観の生態学』（中村桂子編、京都哲学撰書19：灯影舎 2002年）、ISBN 4924520845
- 『山の随筆』（KAWADE山の紀行：河出書房新社 2002年）
- 『生物の世界』（講談社文庫／新版中公クラシックス 2002年）－代表作
- 『私の進化論』（新思索社、新版2000年）－初版1970年
- 『進化とはなにか』（講談社学術文庫、初版1976年）－文庫創刊の第1冊
- 『山岳省察』（講談社学術文庫）
- 『私の霊長類学』（同）
- 『私の自然観』（同）
- 『自然学の提唱』（同）
- 『自然学の展開』（同）
- 『生物社会の論理』（平凡社ライブラリー）
- 『イワナとヤマメ 渓魚の生態と釣り』（同）
- 『遊牧論そのほか』（同）
- 『人間以前の社会』（岩波新書）
- 『主体性の進化論』（中公新書）
- 『ダーウィン論 土着思想からのレジスタンス』 （中公新書）
- 『人類の祖先を探る 京大アフリカ調査隊の記録』（講談社現代新書）
- 『人間社会の形成』（NHKブックス：日本放送出版協会）

### 全集
- 『今西錦司全集 増補版』（全13巻、講談社、1993-94年）－旧版全10巻。

1. 『生物の世界・山岳省察・山と探検』
2. 『草原行・遊牧論 ほか』
3. 『ヒマラヤを語る・カラコラム』
4. 『生物社会の論理』
5. 『人間以前の社会・人間社会の形成』
6. 『御崎馬の社会調査・村と人間』
7. 『ニホンザルの自然社会・ゴリラ』
8. 『日本山岳研究』
9. 『私の自然観・自然と山と・そこに山がある』
10. 『私の進化論・私の履歴書』
11. 『自然と進化・人類の周辺』
12. 『ダーウィン論・主体性の進化論』
13. 『自然学の提唱・自然学の展開』

別巻 『年譜・主要著作目録・総目次 ほか』